# Taddeo Pepoli
Taddeo Pepoli (* um 1290 in Bologna; † Ende September 1347 ebenda) war Bankier und Politiker und im Zeitraum 1337–1347 Signore Bolognas.

## Leben

### Jugend

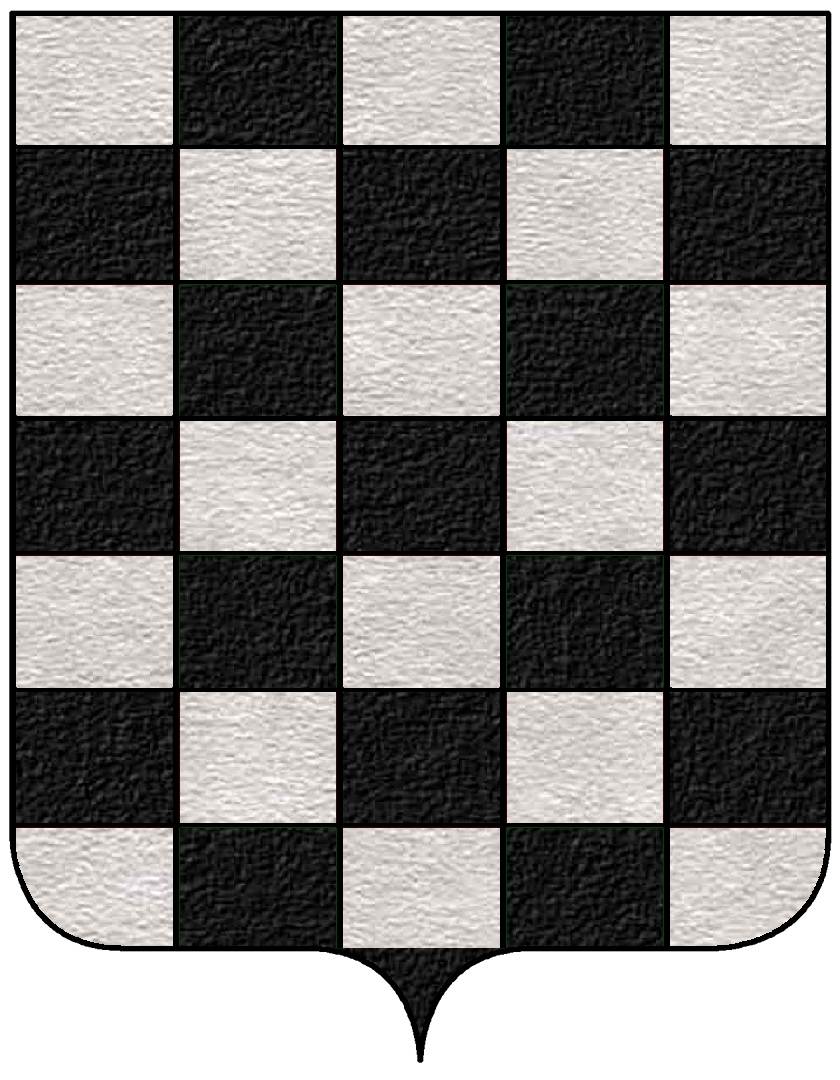
Das Wappen der Familie. Die politischen Anhänger der Pepoli werden nach dem Schachbrettmuster Fraktion Scacchese genannt.

Taddeo Pepoli entstammt als erstgeborene Sohn von Romeo Pepoli und Azzolina Tettalasini der reichsten Familie Bolognas. Er hatte sechs Brüder und drei Schwestern. Schon die Familien beider Elternteile entstammen dem Stand der Geldverleiher beziehungsweise Geldwechsler und bekleideten wichtige politische Ämter, wenn sie auch aus politisch unterschiedlichen Lagern kamen: Romeo war eher guelfisch orientiert, Azzolina stammt aus einer ghibellinischen Familie.
Wie es damals in diesem Stand Brauch war, wurde der junge Taddeo schon 1294 als Mitglied in der Gilde der Geldwechsler eingeschrieben. 1308 arrangierte Romeo Pepoli für Taddeo die Heirat mit Bartolomea Samaritani, der Schwester seines Verbündeten Bornio Samaritani. Aus dieser Ehe stammen vier Söhne und drei Töchter. Vor allem stärkte diese Bindung und das Prestige des Schwagers Bornio das öffentliche Ansehen und die gesellschaftliche Stellung Taddeos.
Im Jahr 1314 wurde er – gemeinsam mit dem Vater, den Brüdern und anderen Familienangehörigen – Mitglied in der Società d’Armi dei Castelli. 1317 wickelte Taddeo schon eigenständig und unabhängig vom Vater Bankgeschäfte ab. Er studierte an der Universität Bologna Zivilrecht und machte bereits vor seinem Abschluss juristische Beratungen, etwa bei der Erstellung der (heute verlorenen) städtischen Statuten von 1317. Im Jahr 1320 bekam er die Licentia docendi verliehen. Dieses Ereignis wurde im Mai mit einem aufsehenerregenden Fest gefeiert, das von einem großen Teil der Bürgerschaft der Stadt besucht war und das eine wichtige Station für die öffentliche Wahrnehmung Taddeos bedeutete. Städtische Behörden hatten entschieden, dieses Fest mit öffentlichen Mitteln zu finanzieren, und zwar als Zeichen der Dankbarkeit für den Vater des Absolventen, Romeo Peopli, der in den vergangenen Jahren wiederholt persönlich Ernährungsausschüsse und militärische Initiativen der Stadt finanziert hatte. Allerdings sorgte diese Entscheidung über die Verwendung von Steuergeld auch für Polemiken in politischen und akademischen Kreisen. Es herrschte kein Zweifel darüber, dass sich die Stadt durch ihre finanzielle Abhängigkeit früher oder später in eine Domäne Romeo Pepolis verwandeln würde, und dieses opulente Fest eine indirekte Legitimation von Taddeo als dessen Nachfolger darstellte. Dadurch, und durch andere Verstöße gegen die republikanischen Sitten der Kommune angefeuert, konnten die in der Fraktion Maltraversa vereinten politischen Gegner der Fraktion Scacchese Romeo Pepolis einen erfolgreichen Aufstand anführen, der die Familie Pepoli im Juli 1321 zur Flucht aus Bologna ins Exil zwang.

### Exil und Rückkehr
Die Pepoli fanden Aufnahmen bei den Este, Markgrafen von Ferrara. Romeo Pepoli verstarb 1322. Wiederholt versuchten die Brüder und ihre Verbündeten militärisch gegen die Stadt vorzugehen. Bei einem Kampf am 15. November 1325 bei Monteveglio wurde mit Unterstützung von Modena ein großer Sieg über Bologna errungen. Das Umland von Bologna wurde danach verwüstet, allerdings wagten die Truppen nicht, die Stadt selbst anzugreifen. Geschwächt unterwarf sich die Stadt durch Beschluss des Consiglio del Popolo im Februar 1327 dem päpstlichen Legaten Bertrand du Pouget, der im Jahr zuvor bereits Parma und Reggio, und zuletzt auch Modena unter seine Kontrolle gebracht hatte. Durch Unmut über die Anwesenheit des Legaten wuchs in der Stadt insgeheim wieder die Partei der Scacchese. Der Legat schloss mit diesen Frieden, indem er die Rückkehr Taddeos und der seinen versprach, welche tatsächlich am 22. März 1328 wieder Bologna einzogen.
Der Legat wollte sich so die Unterstützung der reichen und einflussreichen Familie Pepoli sichern, die er gegen seine Gegner in der Stadt ausspielen wollte. Bereits wenige Monate nach der Rückkehr bekleideten Taddeo und seine Anhänger wichtige Ämter in der Verwaltung und bei diplomatischen Missionen. Doch war das Verhältnis von Taddeo Pepoli und Bertrand du Pouget von gegenseitigem Misstrauen geprägt. Bald musste der Legat feststellen, dass auch Taddeo und seine Anhänger gegen ihn eingestellt waren, er wagte aber nicht, Taddeo deshalb verhaften zu lassen, weil er einen allgemeinen Aufstand fürchtete. 
Erst als der Legat im Jahr 1332 sogar eine Verschwörung gegen ihn durch die Pepoli und die Gozzadini aufdeckte, ließ er Taddeo festnehmen und im Castello di Galliera zusammen mit seinen engsten Verbündeten, Bornio Samaritani und Brandelisio Gozzadini, einsperren. Allerdings empörte sich das Volk durch diese Verhaftungen so, dass der Legat seine Gefangen schon nach wenigen Stunden wieder freilassen musste. Im März 1334 führte Taddeo mit denselben Verbündeten den entscheidenden Aufruhr an, der den Legaten in die Flucht schlug.
Die erste Konsequenz nach der Vertreibung des Legaten war ein Wiederaufflammen der Fraktionskämpfe zwischen den Maltraversa und den Scacchese, die diesmal für Taddeo günstig ausgingen und zur Exilierung seiner schärfsten Gegner führte. Es folgte eine Wiederherstellung des städtischen kommunalen Regierungssystems mit seinen politischen und juristischen Organen, an der Taddeo und seine Verbündeten mitwirkten. Die Folgezeit war geprägt von der Schwierigkeit, angesichts von wiederkehrenden militärischen Streifzügen durch die exilierten Familien der Maltraversa im Umland der Gemeinde die Kontrolle wiederherzustellen. Das Consiglio del Popolo beauftragte Taddeo und seinen Bruder Zerra Pepoli mit der Verteidigung der Umlandgemeinden. Diese Situation der permanenten militärischen Mobilisierung und der Verschärfung der finanziellen Schwierigkeiten der Kommune begünstigten den politischen Aufstieg Taddeos. Zuerst wurde dem Ausschuss, in dem Taddeo mit seinen Verbündeten vertreten war, immer mehr Entscheidungsgewalt über finanzielle und militärische Angelegenheiten übertragen. Dazu kam schließlich das vor allem symbolisch bedeutsame Privileg, in den Räumlichkeiten der Stadtregierung Waffen zu tragen, was den Bürgern sonst verboten war.
In der Außenpolitik wurde die Verbindung der Pepoli mit den Este spürbar: Durch die Unterstützung von Bologna gelang es diesen 1336 Modena einzunehmen, Taddeos Söhne Giacomo und Giovanni waren dabei die Heerführer der Truppen Bolognas. Diese neue politische Situation in der Nachbarstadt, die traditionell mit Bologna verfeindet war, stärkte zusätzlich die Position von Taddeo.
Der rasante Aufstieg auf der politischen Bühne beendete jedoch die Allianz mit den Gozzadini, einst Konkurrenten und Rivalen, aber seit der Zeit des Exils von 1321 Mitstreiter und treue Verbündete der Pepoli. Vor allem Brandelisio Gozzadini wurde zunehmend frustriert von der zunehmenden Machtkonzentration in der Person Taddeo Pepolis. Im Januar 1337 führte dies zu einer offenen Konfrontation zwischen den Anhängern der Pepoli und denen der Gozzadini, welche durch direkte Intervention Taddeos beigelegt werden konnte. Im Juli brachen die Ausschreitungen erneut aus und führten diesmal zur Ächtung der Gozzadini und zur Verbannung Brandelisios. Eine vierzehnköpfige Kommission wurde eingesetzt, besetzt mit Taddeo, Bornio und anderen Verbündeten, die Vollmacht erhielt, die neue politische Situation zu klären. Tatsächlich bereitete sie die finalen Schritte zur endgültigen Machtergreifung durch Taddeo vor.
Am 28. August 1337 besetzten seine Anhänger militärisch den Platz und den Palast der Kommune ohne nennenswerten Widerstand, und Taddeo wurde mit überwältigender Mehrheit im Consiglio del Popolo zum „Generalgouverneur und ständigen Gouverneur der Stadt und des Volks von Bologna“ ausgerufen.

### Signoria

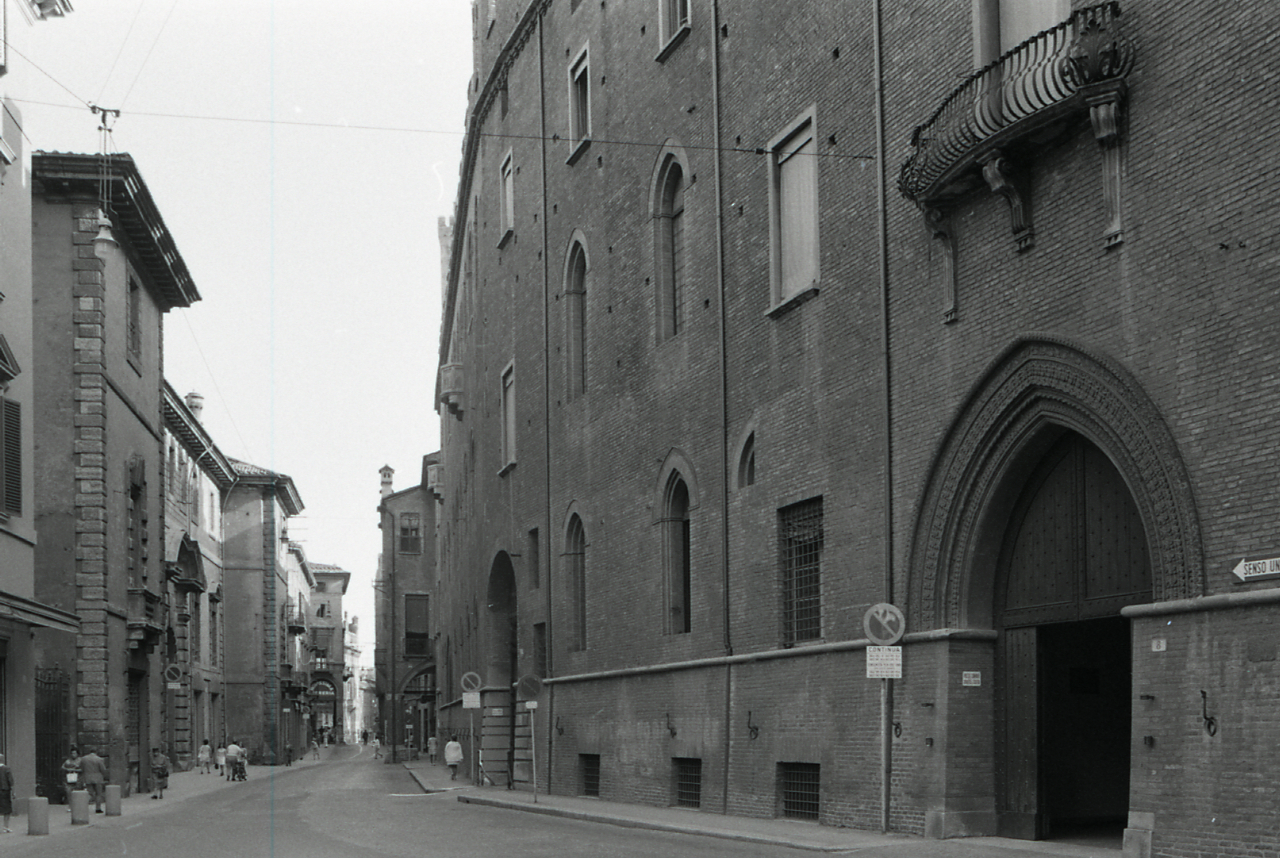
Rechts der Palazzo Pepoli Vecchio, dessen Bau unter Taddeo begonnen wurde.

Diesen Titel verbesserte der neue Signore von Bologna anschließend auf „Erhalter des Friedens und der Gerechtigkeit“, was durch einen weiteren Beschluss des Consiglios mit großer Mehrheit bestätigt wurde, genauso wie seine neuen Machtbefugnisse. Die volle politische, gesetzgebende, finanzielle und militärische Macht konzentrierte sich nun in den Händen Taddeos, der sich aber sofort als Statthalter der Vorrechte und Machtbefugnisse der Kommune präsentierte. Hinter dieser vorsichtigen und formal respektvollen Haltung der republikanischen Tradition gegenüber steckten natürlich Ansprüche auf Legitimation seiner Macht, analog zum Rest der zeitgenössischen Signorie in der Po-Ebene.
Taddeo wollte auch jeglichen kirchlichen Machtansprüchen vorgebeugt, weshalb er die 1327 vom Consiglio an Bertrand du Pouget verliehen Machtbefugnisse durch einen Erlass ausdrücklich widerrufen ließ. Papst Benedikt XII. begegnete dieser neuen Situation mit Härte und drohte das Interdikt an, sollte dem Legaten die Autorität nicht zurückgeben werden. Taddeo beschloss, dem Druck nicht nachzugeben und so verhängte der Papst im März 1338 das Interdikt über die Stadt und die Universität. 
Daraufhin beschlossen die Lehrer und Studenten der wirtschaftlich für die Stadt sehr wichtigen Universität Bologna zu verlassen. Taddeo konnte jedoch einige angesehene Professoren und Studenten bewegen, nur nach Castel San Pietro zu übersiedeln, das als Ort des Umlandes unter der Herrschaft Bolognas stand, aber nicht vom Interdikt betroffen war.
Erst nach langwierigen diplomatischen Verhandlungen fand sich im Sommer 1340 eine für beide Parteien akzeptable Lösung: Die Bürger schworen der Kirche den Treueeid, und Taddeo wurde neuer päpstlicher Vikar. So konnten weiterhin der Papst Bologna als eigenes Herrschaftsgebiet betrachten und Taddeo hatte nun auch die Legitimation seiner Macht vonseiten der Kirche. Nach der Aufhebung des Interdikts kehrten viele Angehörige der Universität wieder in die Stadt zurück.
Nachdem seine Macht konsolidiert war, konnte sich Taddeo darauf konzentrieren, die legislativen Organe nach seinen Wünschen umzuformen. Die politischen Organe der Stadt traten entweder nur mehr in Ausnahmesituationen zusammen oder sie wurden in der Macht stark beschnitten und standen unter ständiger Kontrolle durch den Signore. Die Wahl der Beamten der Stadt oblag zwar weiterhin großen Ratsversammlungen, aber auch hier intervenierte Taddeo bei ihm unliebsamen Entscheidungen. Als wichtigste institutionelle Einführung galt nun die Curia domini, die hauptsächlich aus Notaren bestand und deren grundlegende Aufgabe das Verfassen von Dekreten des Signore war.

### Tod und Ende der Signoria

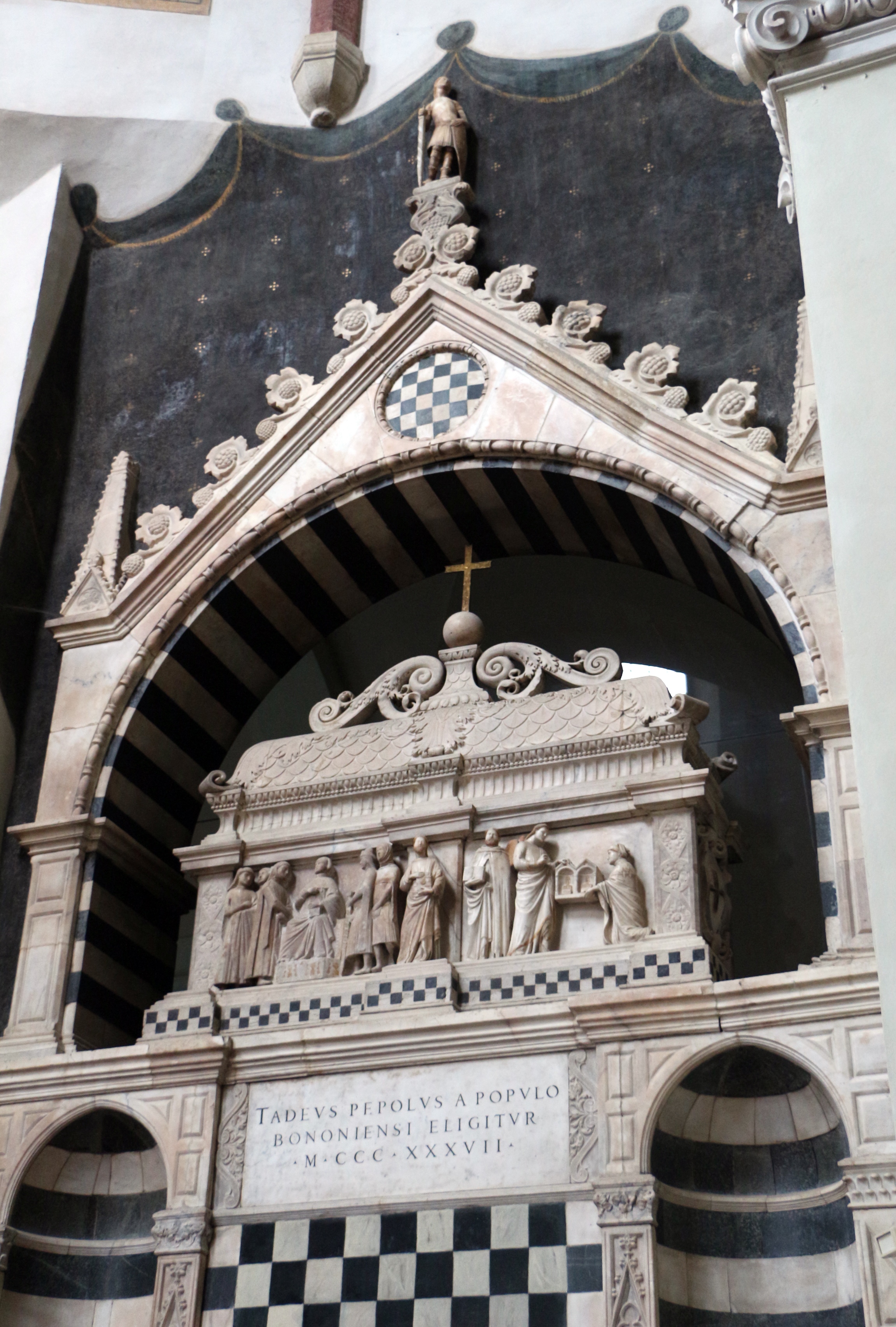
Grab des Taddeo in der Basilica di San Domenico.

Taddeo Pepoli starb am 28. September oder am 29. September 1347. Nach seinem Ableben wurde das Consiglio del Popolo zu einer außerordentlichen Sitzung einberufen, um die Nachfolge der Herrschaft durch die Söhne Taddeos, Giacomo und Giovanni, zu beschließen. Taddeo selbst hatte keinen Nachfolger bestimmt. Seinen Erben hinterließ er eine ungewisse politische Situation, da er doch kurz vor seinem Tod eine wichtige Vereinbarung mit Luchino Visconti, Signore von Mailand, getroffen hatte. Dabei handelte es sich um ein zeitlich beschränktes Militärbündnis, welches das Schicksal der Stadt mit Mailand verwob: In der Tat traten die Söhne Taddeos, Giovanni und Giacomo Pepoli, drei Jahre später die Herrschaft über Bologna für klingende Münze an die Visconti ab.

## Rezeption
Taddeo hatte es leichter als sein Vater einen guten Ruf aufzubauen, weil sein Vermögenszuwachs durch Wucher aufgrund seines durch Erbschaft bereits gewaltigen Vermögens nicht so auffiel. So schaffte er es, dass er mehr als Jurist und Politiker wahrgenommen wurde, denn als Bankier. In der Geschichtsschreibung wird die Herrschaft Taddeos – speziell bei Autoren aus Bologna – sehr nachsichtig beurteilt. Besonders in der Innenpolitik verschaffte sie Bologna tatsächlich eine relativ ruhige Zeit in einer Epoche, die sonst durch anhaltende gewalttätige Konflikte, institutionelle Instabilität und große politische Spannungen charakterisiert war. Die Gründe dafür lagen im Ansehen des Herrschers durch seine universitäre Bildung und seiner wirksamen Kulturpolitik, aber auch in seinem administrativen und diplomatischen Geschick und der sorgfältigen Verwaltung der öffentlichen Ordnung. Dabei verzichtete er auf repressive Exzesse, wie sie in Signorien dieser Zeit sonst üblich waren. Taddeo ging klug mit oppositionellen Kräften um, die er teilweise sogar aus dem Exil zurückkehren ließ.
Außenpolitisch durchlebte die Stadt politisch und militärisch unsichere Zeiten: in den ersten Jahren der Signoria war die Stadt bedroht durch die Expansionspolitik der Scaliger, nach 1340 von der der Visconti. Als Reaktion darauf wurden die bereits intensiven städtischen Beziehungen mit Florenz gestärkt, auch durch die persönliche Zusammenarbeit zwischen Taddeo und dem Titularherzog von Athen Walter VI. von Brienne sowie den Este. Allerdings kann man trotz der Klugheit und Besonnenheit, die Taddeo wiederholt gezeigt hat, nicht behaupten, dass die Position Bolognas im diplomatischen Schachspiel dieser zehn Jahre gestärkt worden wäre. Auf lange Sicht gesehen war die enge Bindung zu Walter IV. von Brienne für die Beziehung zwischen Bologna und Florenz sogar kontraproduktiv.
Auch wirtschaftlich waren die Jahre von Taddeo Pepoli für die Stadt keine brillante Ära: Handel und Warenproduktion stagnierten, die landwirtschaftliche Produktion war wiederholt von schweren Krisen betroffen. Es ist allerdings sehr schwer zu beurteilen welchen Einfluss Taddeos Politik auf diese widrigen externen Faktoren ausüben konnte.